# Рамирес, Мигель
Миге́ль Рами́рес Пе́рес (исп. Miguel Ramírez Pérez; род. 11 июня 1970, Сантьяго) — чилийский футболист, бывший защитник известный по выступлениям за клубы «Толука», «Атланте» и сборную Чили. Участник чемпионата мира 1998 года.

## Клубная карьера
Рамирес начал карьеру в клубе «Коло-Коло». В своём дебютном сезоне он выиграл чилийскую Примеру, а также завоевал Кубок Либертадорес и Рекопа Южной Америки. Через год Мишель стал обладателем Межамериканского кубка. В 1993 году он во второй раз выиграл чемпионат и завоевал Кубок Чили. В 1995 году он перешёл в испанский «Реал Сосьедад». 18 февраля 1996 года в матче против «Депортиво Ла-Корунья» Рамирес дебютировал в Ла Лиге. В Сан-Себастьяне он не был основным футболистом и по окончании сезона перешёл в мексиканский «Монтеррей». В новой команде он был основным футболистом и не пропустил ни одного матча.
В 1997 году Мигель вернулся на родину, где подписал соглашение с «Универсидад Католика». В том же году он стал чемпионом Аперутры, а в 2002 году повторил успех и был признан футболистом года в Чили. В 2004 году Рамирес вернулся в «Коло-Коло», где завершил карьеру по окончании сезона, будучи капитаном команды.

## Международная карьера
19 июня 1991 года в товарищеском матче против сборной Эквадора Мигель дебютировал за сборную Чили. Он принял участие в четырёх розыгрышах Кубка Америки в 1993, 1995, 1999, 2004 годах, а в 1991 стал обладателем бронзовых медалей турнира.
В 1998 году Рамирес попал в заявку сборной на участие в Чемпионате мира во Франции. На турнире он принял участие в матчах против команд Камеруна, Италии и Бразилии.

## Достижения
Командные
 «Коло-Коло»
- Чемпионат Чили по футболу — 1991
- Чемпионат Чили по футболу — 1993
- Обладатель Кубка Либертадорес — 1991
- Обладатель Рекопа Южной Америки — 1991
- Обладатель Межамериканского кубка — 1992
- Обладатель Кубка Чили — 1994

 «Универсидад Католика»
- Чемпионат Чили по футболу — Апертура 1997
- Чемпионат Чили по футболу — Апертура 2002

Международные
 Чили
- Кубок Америки по футболу — 1991

Индивидуальные
- Футболист года в Чили — 2002